# 신정초등학교 (부산)
신정초등학교는 대한민국 부산광역시 기장군 정관읍 용수리에 있는 공립 초등학교이다.

## 학교 연혁
- 2009년 3월 1일: 개교 (정관초등학교, 모전초등학교 학급 축소)

## 참고 자료
- 신정초등학교 - 한국교육학술정보원 학교알리미